# Billia hippocastanum
Billia hippocastanum är en kinesträdsväxtart som beskrevs av Johann Joseph Peyritsch. Billia hippocastanum ingår i släktet Billia och familjen kinesträdsväxter. Inga underarter finns listade i Catalogue of Life.